# 勒格拉蒙峰
46°21′26.9″N 6°49′16.2″E / 46.357472°N 6.821167°E

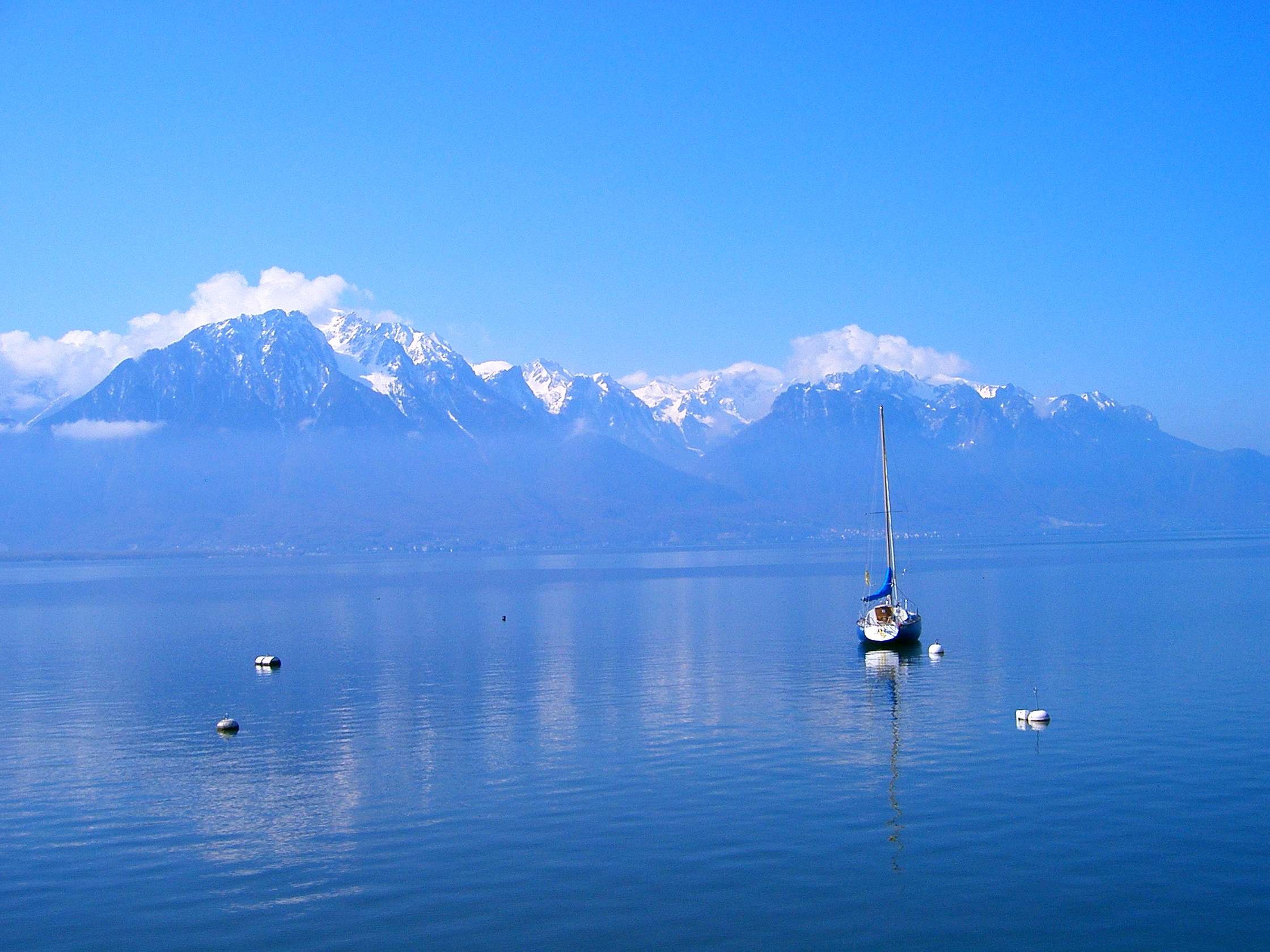

勒格拉蒙峰（法語：Le Grammont，法語發音：[lə ɡʁamɔ̃]）是瑞士瓦萊州的山峰，位於該國西南部，屬於沙布莱山的一部分，海拔高度2,172米，每年平均降雨量1,674毫米。